# Báthori István Múzeum
A nyírbátori Báthori István Múzeum a Magyar Nemzeti Múzeum fiókintézménye. 1955-ben alapították, létrejöttében döntő szerepe volt Szalontai Barnabásnak, a neves néprajztudósnak. A múzeum régészeti, történeti, néprajzi, fegyvertörténeti, képző- és iparművészeti gyűjteményei a 18. században a nyírbátori római katolikus minorita templom mellett épült minorita kolostor egykori épületében kaptak helyet.
Nyírbátor története évszázadokon keresztül összeforrott földesuraival, a Báthori-családdal, akiknek a birtoka, otthona és temetkezési helye is volt. A múzeum a település története mellett a fejedelmi család fontos emlékeit is bemutatja.

## Története
A múzeumot 1955 májusában alapították, kezdeményezője és létrehozásának élharcosa Szalontai Barnabás néprajtudós volt. 1961 végén a múzeum összesen 14 508 tárgyat őrzött, ez a szám 1968 őszén már meghaladta a 31 000 darabot.
Neves kutatók is érkeztek a múzeumba, tanulmányokat jelentettek meg például a kerámia tárgyak és a népi építészet tárgykörében. Szalontai Barnabás indította el azt a megyei füzetsorozatot, ami azóta is értékes forrást jelent nem csak e táj kutatóinak, hanem a múzeumügy iránt érdeklődőknek is. Cikkek sorozatában dolgozta fel a nyírbátori céhek tárgyi és szellemi emlékeit.
A múzeum a település fontos szellemi műhelye lett, hozzájárult a városi rang visszaszerzése érdekében folytatott munkához, ami 1973-ban sikert hozott.
A múzeum 2013-ig szervezetileg a Szabolcs-Szatmár-Bereg Megyei Igazgatóság intézményeként működött, azóta a Magyar Nemzeti Múzeum vidéki alkotórészeként, a sárospataki Rákóczi Múzeummal együttműködve végzi munkáját. 
A múzeum 2015. május 15-én ünnepség keretében emlékezett meg alapításának 60. évfordulójáról.

### Állandó kiállításai

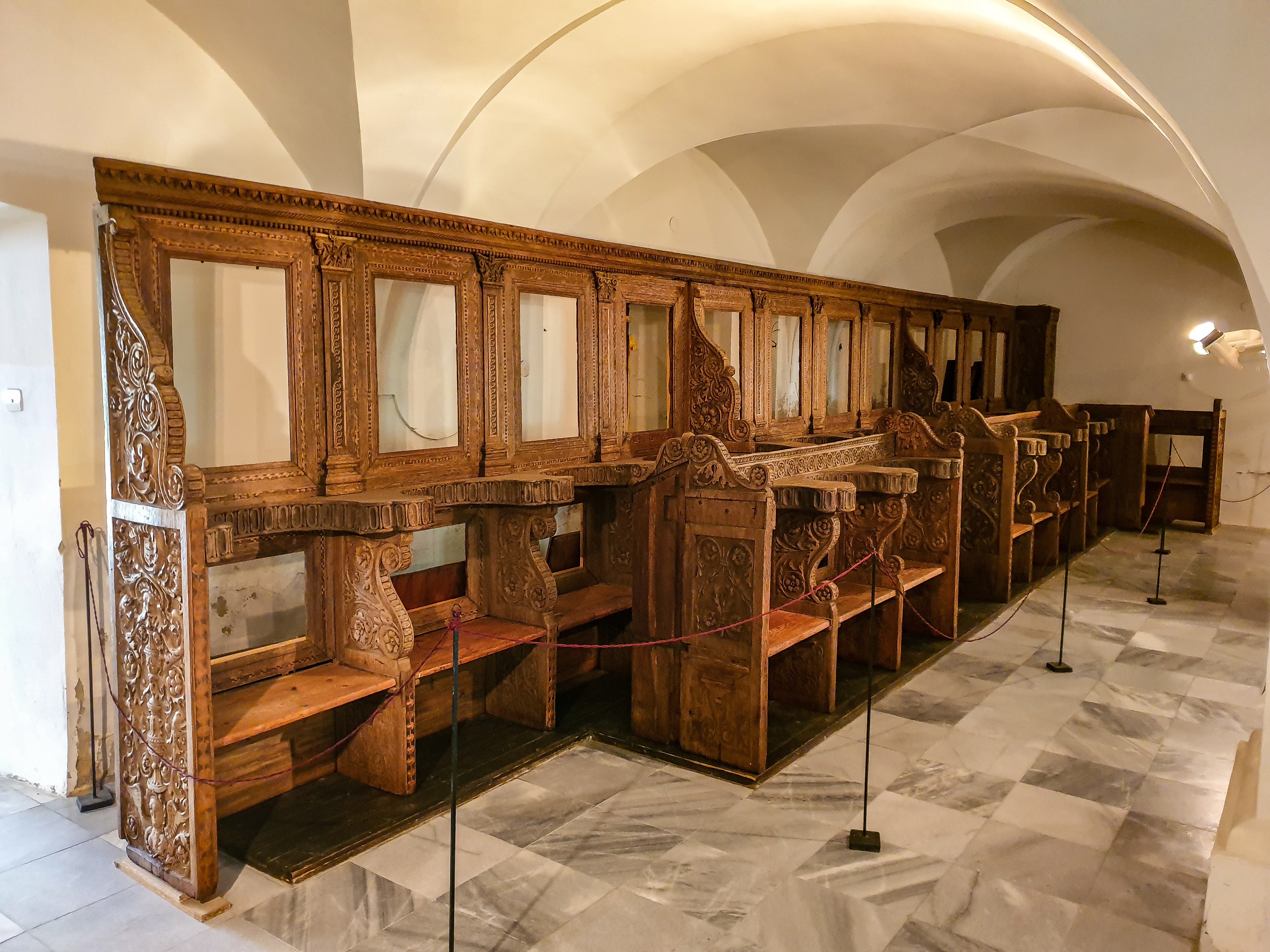
A Báthoriak templomi üléssora, (stalluma) 1511-ből
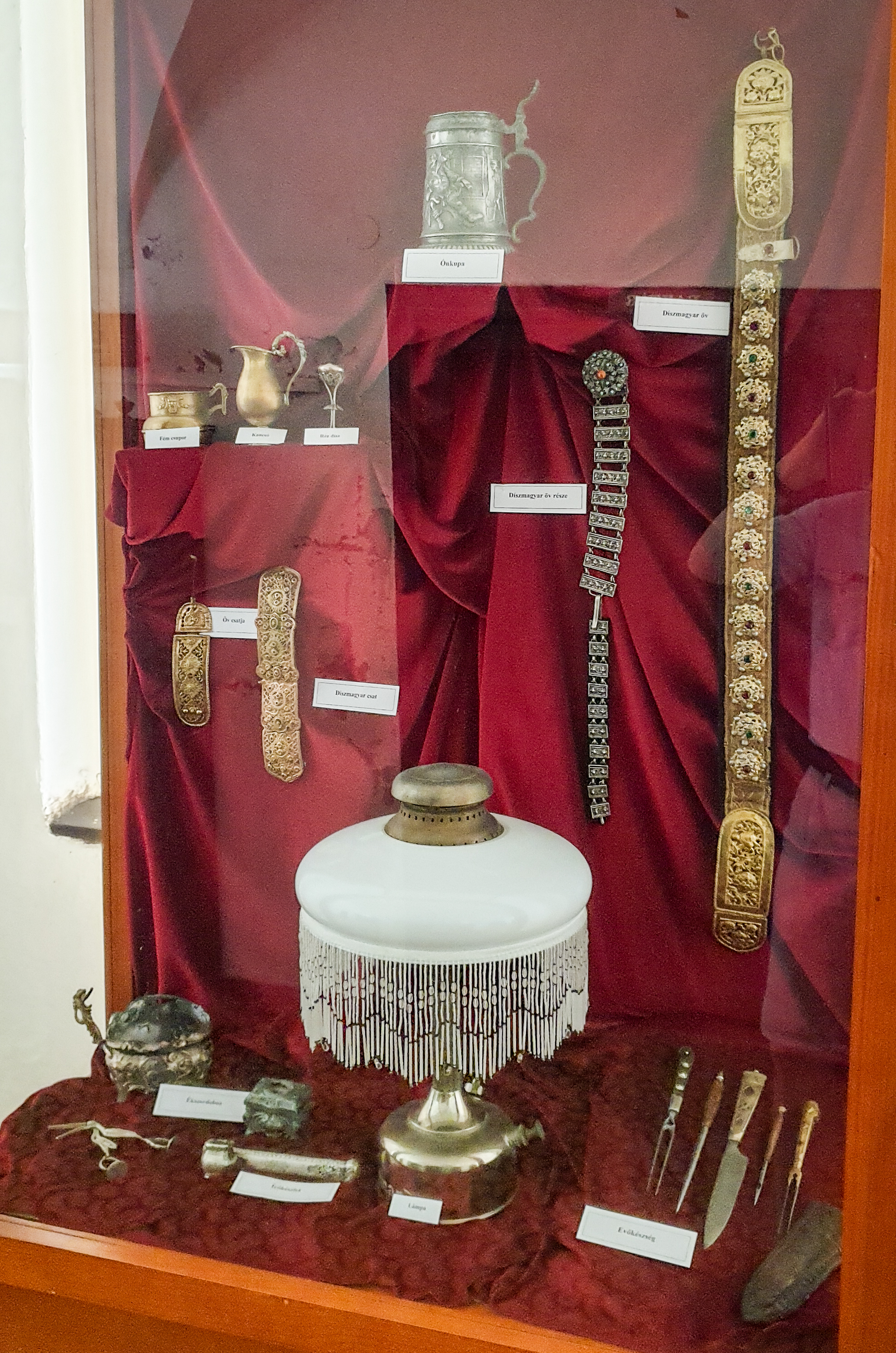
Értékes régi használati eszközök, ruhadíszek
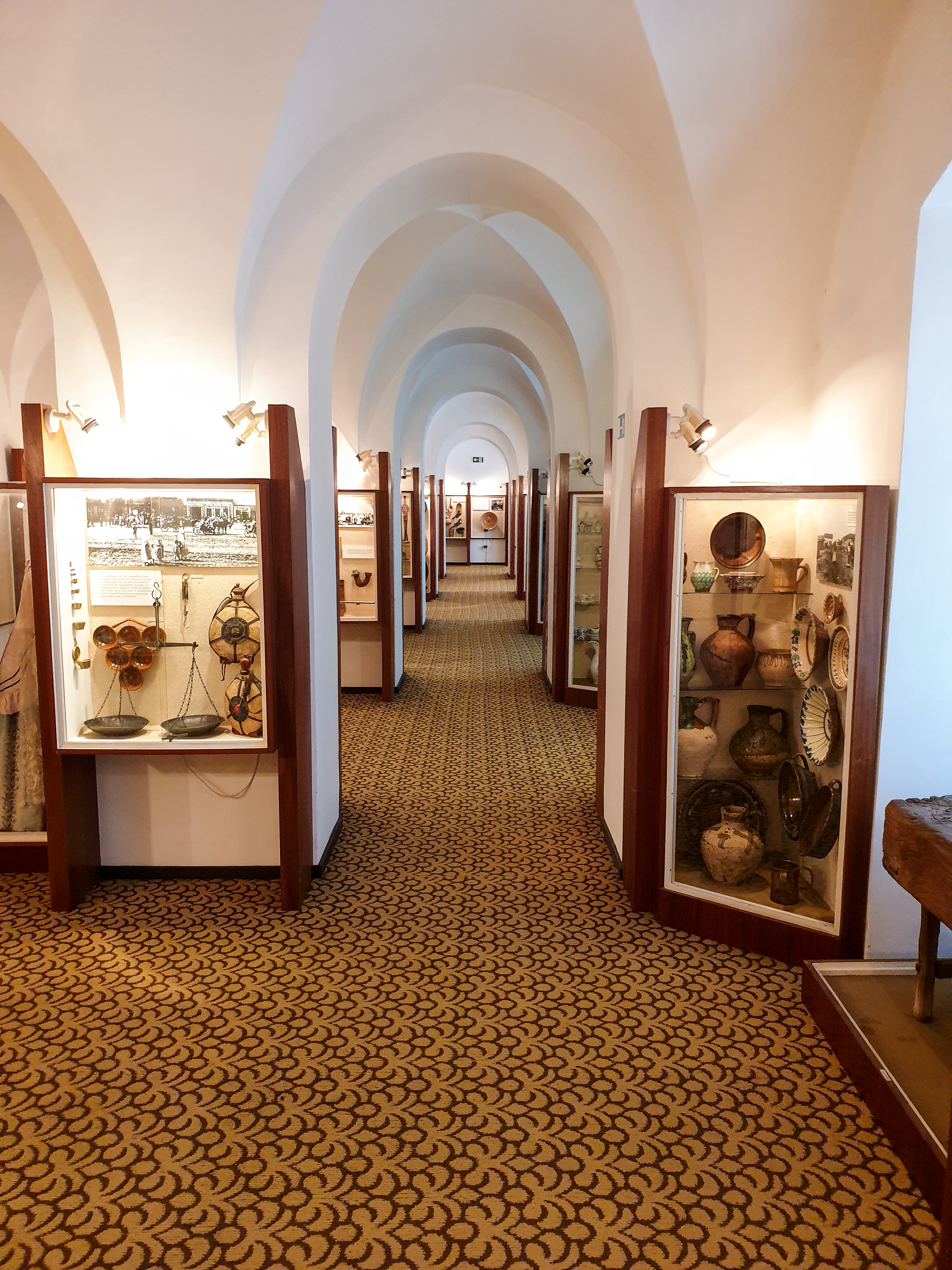
Az egykori minorita kolostor folyosóján elhelyezett helytörténeti gyűjtemény
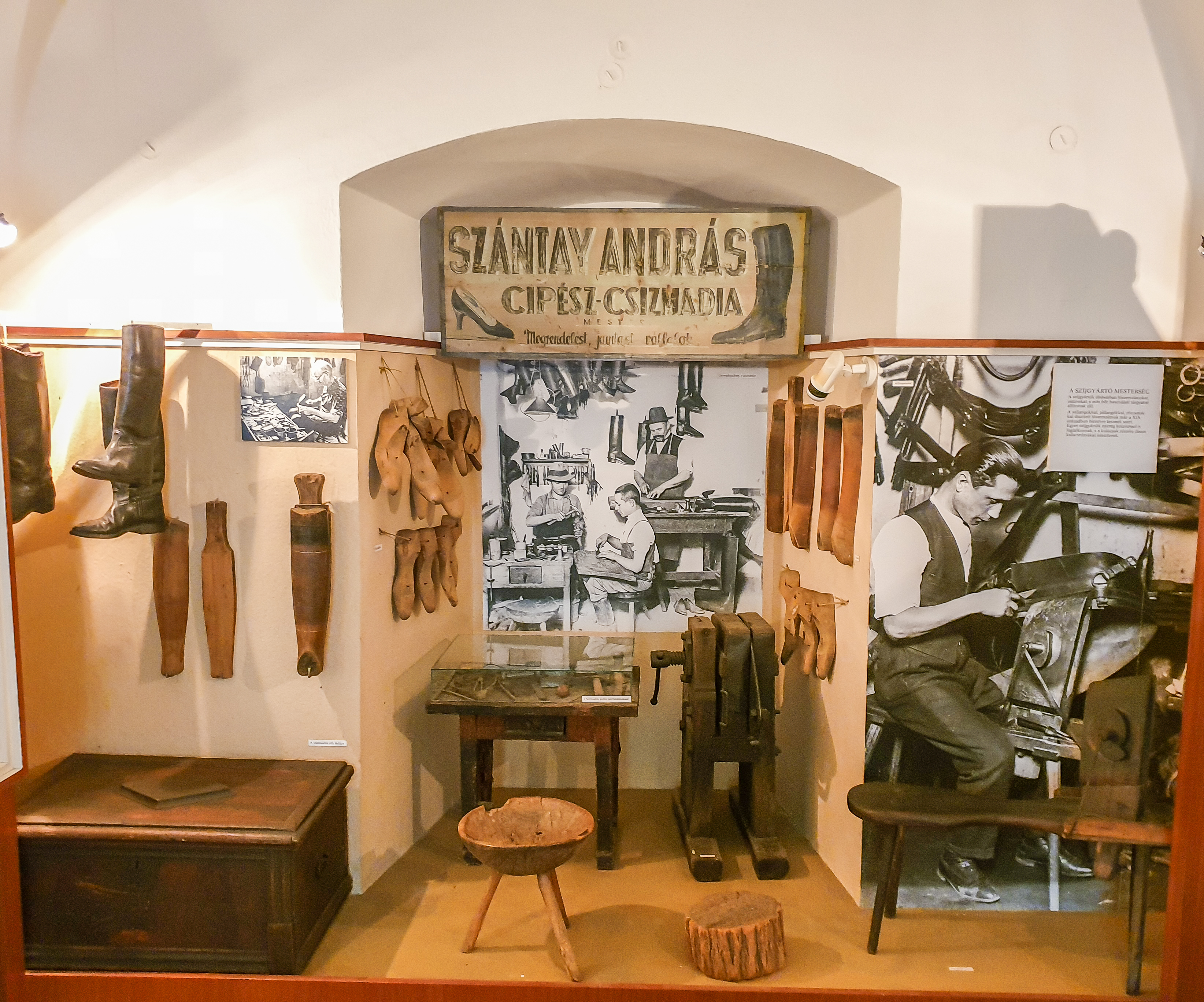
20. század eleji cipészműhely rekonstrukciója

#### Helytörténeti gyűjtemény
A Nyírbátor város évszázadai című kiállítás a szerzetesi cellasorból kialakított térben kapott helyet. Helyet kapott a 70 éves (1920–1990) határőr-települési múltat felidéző gyűjtemény is.

#### A Báthori-család emlékei
A múzeum kincsei között látható a Báthoriakhoz kapcsolódó tárgyi emlékek közül a ritka, évszámmal is ellátott sárkányos vörösmárvány címerkő, valamint a 16–18. század során az erdélyi Báthori fejedelmek által veretett arany- és ezüstpénzek. Az egyik legszebb alkotás az 1511-ben Firenzében készült reneszánsz templomi ülőpad (stallum) kisebbik padsora, mely eredetileg a Báthoriak Szent György nevét viselő itteni kegytemplomában állt. Ez a stallum 1968-ban került a Magyar Nemzeti Múzeumból vissza Nyírbátorba. Ez a múzeum őriz, három eredeti, az erdélyi fejedelmek által kiadott oklevelet is. 

#### Fegyvergyűjtemény
A múzeum gazdag fegyvergyűjteményt is bemutat. Itt látható Báthory Gábor erdélyi fejedelem szablyája, valamint Bethlen Gábornak az 1622-ben a nikolsburgi béke alkalmából adományozott díszkard is. 
A gyűjteményben a középkori fegyverek mellett 20. századi magyar gyártmányú kézifegyverek is helyet kaptak.

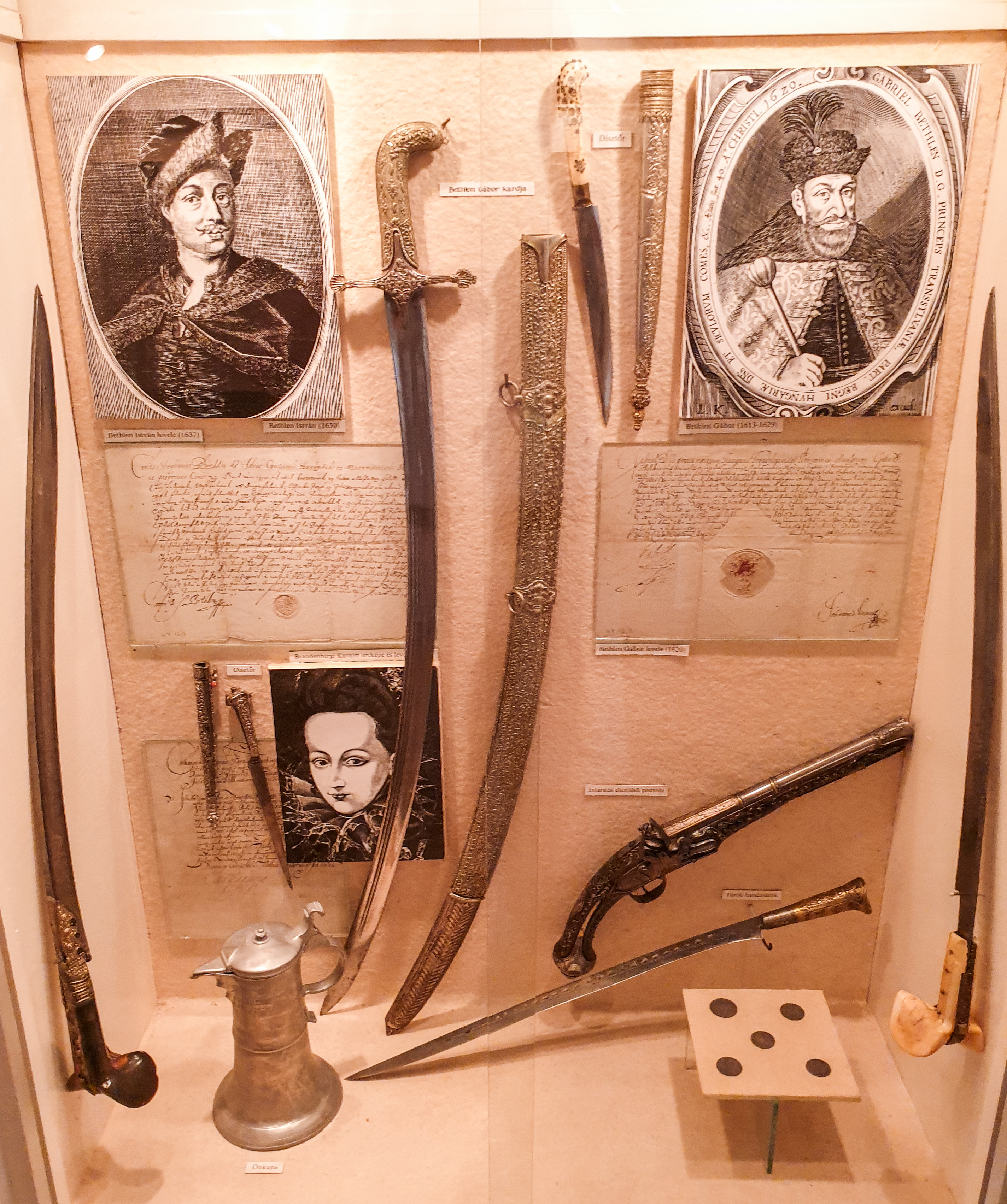
A Báthori-család fegyvereiből
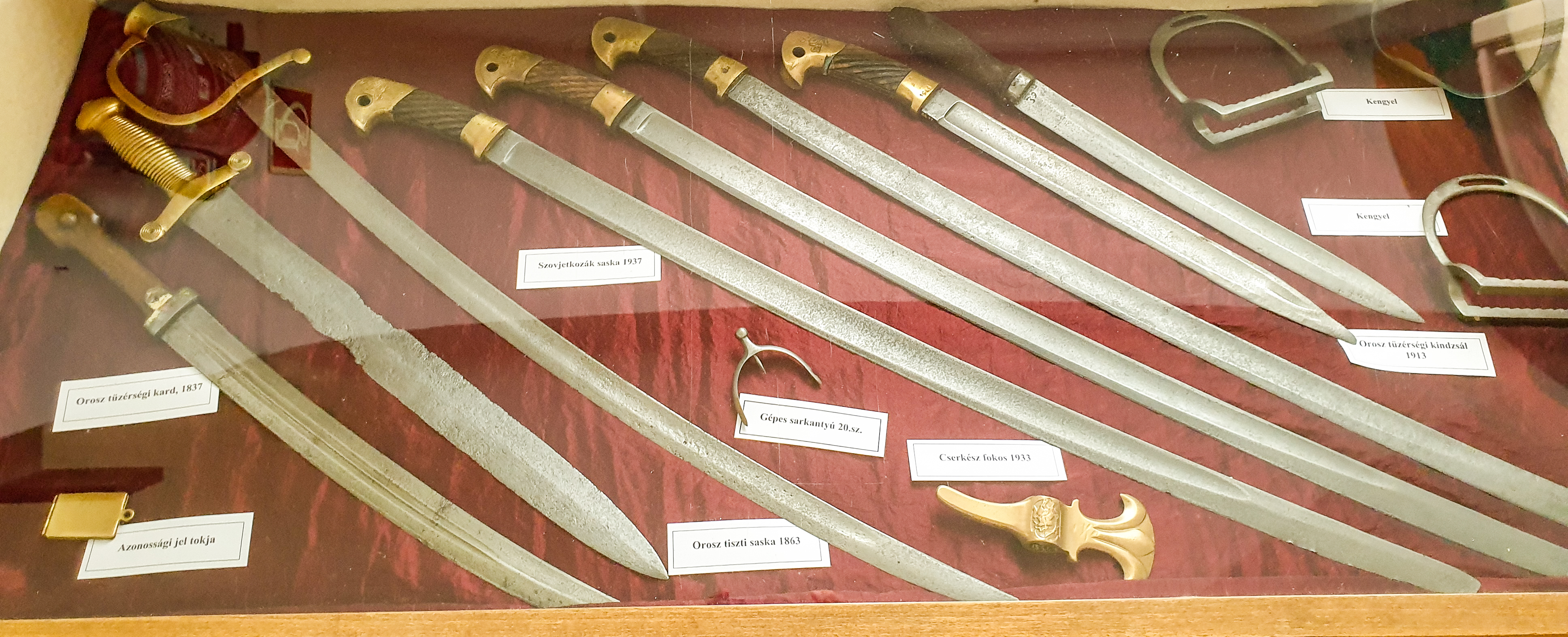
19. és 20. századi kardok
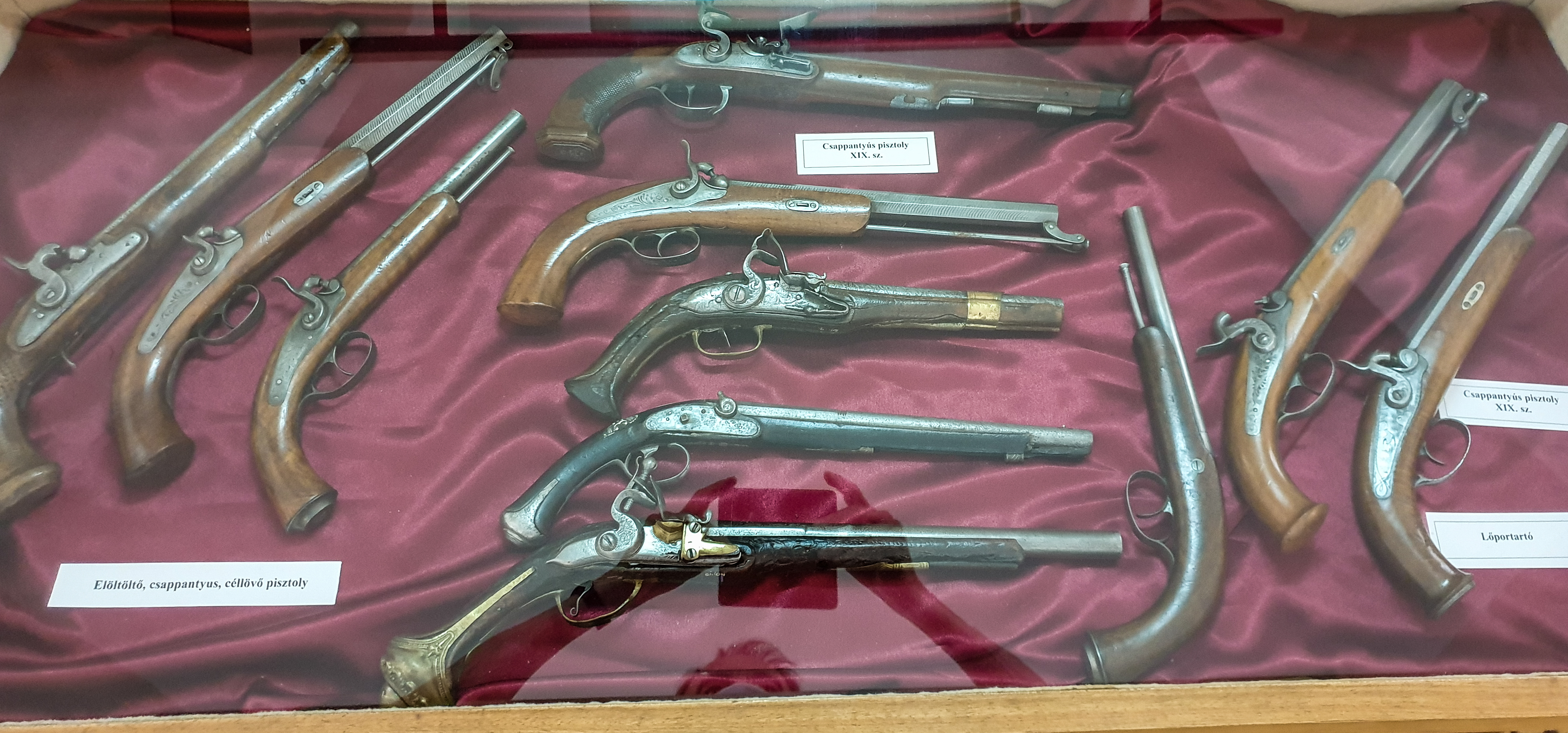
19. századi pisztolyok
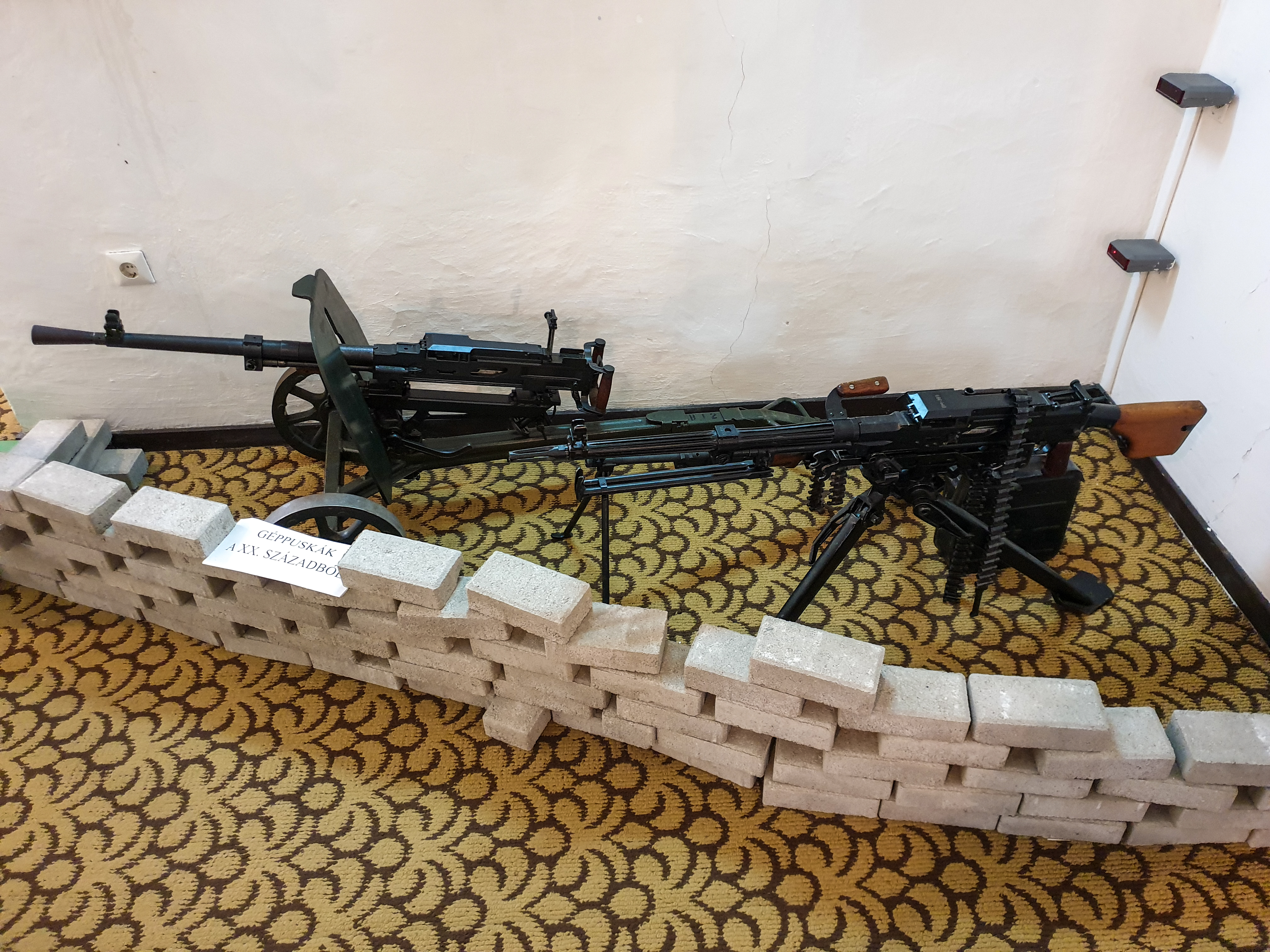
20. századi géppuskák

#### További érdekességek
A múzeum őrzi a nagybányai festőiskolához kötődő művésznő, Farkas Eszter képzőművészeti hagyatékát, valamint a település lakóiról az 1910–20-as években készült egyedülálló üvegnegatív gyűjteményt.
A múzeum gazdagon berendezett termet szentelt alapítója, Szalontai Barnabás emlékének is.

## Forrás
- A múzeum honlapja